# Hadža (muhafaza)
Hadža (arap. ‏صعدة)  je jedna od 20 jemenskih muhafaza. Ova pokrajina prostire se, na sjeverozapadu Jemena uz granicu sa Saudijskom Arabijom.
Pokrajina Hadža ima površinu od 3800 km² i 1,480.897 stanovnika, a gustoća naseljenosti iznosi 389,7 st./km².